# Paisio di Alessandria
Papa Paisio (o Paisios o Paisius) (in greco Παΐσιος; 1610 – 1678), è stato papa e patriarca greco-ortodosso di Alessandria e di tutta l'Africa tra il 1657 e il 1677.
Si recò a Mosca su invito dello zar Alessio (r. 1645-1670), per partecipare a un sinodo che condannasse Nikon (patriarca di Mosca) per la violazione dei suoi doveri.  Si assicurò un significativo supporto finanziario dalla Russia.  Nel 1677 si dimise per l'età avanzata. Morì l'anno seguente.